# Il buio oltre la notte
Il buio oltre la notte (A Darkness more than Night) è un romanzo di Michael Connelly, edito nel 2001. È il settimo libro della serie avente come protagonista il detective di 3º grado della Polizia di Los Angeles Harry Bosch.
Il libro è stato tradotto in numerose lingue ( tra le quali l'italiano.

## Trama
Los Angeles, ultimo giorno dell'anno. Il detective Harry Bosch si trova in un carcere dove si è recato per parlare ad Edward Gunn, il dissoluto protagonista dell'omicidio che si svolgerà nella nottata successiva, nella quale verrà ucciso. Edward, che conduceva una vita tra alcool e vizi, conosceva benissimo il detective in quanto, tutte le volte che era stato arrestato per i suoi abusi, aveva trovato ad occuparsi di lui sempre Harry Bosch.
L'ex-agente dell'FBI Terry McCaleb vive ora una vita tranquilla sull'isola di Catalina a Sud di Los Angeles con la moglie Graciela e la figlia Cielo. Inaspettatamente però riceve la visita di Jaye Winston, la detective dello sceriffo di LA, che gli porta un fascicolo e una videocassetta di un caso che non riesce a risolvere: l'omicidio di Edward Gunn. Terry, ex-agente dell'FBI, non lavora più ai casi per problemi al cuore che lo obbligano a cure pesanti: travolto dal suo naturale istinto e dall'amore e dal rimpianto per il lavoro che è stato obbligato ad abbandonare, Terry promette a Jaye di dare un'occhiata al fascicolo e di farle avere una sua idea sul caso. In maniera incontrollabile Terry viene travolto dalla passione per le indagini e si ritrova a lavorare giorno e notte al caso: ricorrendo alla rete di conoscenze che aveva quando era in servizio Terry lavora in parallelo con Jaye per risolvere questo inesplicabile mistero. L'omicida di Gunn aveva architettato la scena del delitto in maniera apocalittica, ricorrendo a frasi e adottando lo schema artistico del pittore fiammingo Hieronymus Bosch: elemento centrale nella scena del delitto è un gufo in plastica che sembrava sorvegliare sulla stanza. In base alle ricerche effettuate prevalentemente da Terry, che prende il controllo dell'indagine andando ben oltre la semplice lettura del fascicolo e così spodestando Jaye Winston,  i due giungono ad una scoperta sensazionale: il profilo dell'assassino coincide quasi perfettamente a quello di Harry Bosch.

## Edizioni
- Michael Connelly, Il buio oltre la notte, traduzione di Francesca Pinchera, collana Piemme Pocket, Piemme, 2004,  p. 430, ISSN 1722-666X.